# Emily Bensted
Emily Bensted (ur. 27 października 1986) – australijska zapaśniczka walcząca w stylu wolnym i judoczka. Srebrna medalistka igrzysk Wspólnoty Narodów w 2010 i brązowa mistrzostw Wspólnoty Narodów w 2009. Mistrzyni Oceanii w judo w 2003. Mistrzyni Australii w 2003, 2008 roku.